# 国民大会 (波兰)
国民大会（波蘭語：Zgromadzenie Narodowe），是波兰的国家最高立法机构波兰议会参众两院的联席会议。波兰共和国众议院议员460名，波兰共和国参议院议员100名，均通过直接选举产生，每届任期4年。